# NRP Delfim (1934)
Pour les autres navires du même nom, voir NRP Delfim.
Le NRP Delfim (« dauphin » en portugais) est un sous-marin de classe Delfim, navire de tête de la classe, lancé par la marine portugaise en 1934.

## Engagements
Le navire a été commandé à Vickers à Barrow-in-Furness, où la quille a été posée le 9 mars 1933. Le navire a été lancé le 1er mai 1934 et mis en service en 1935.
Le navire a été retiré du service dans les années 1950.